# Guldsmed

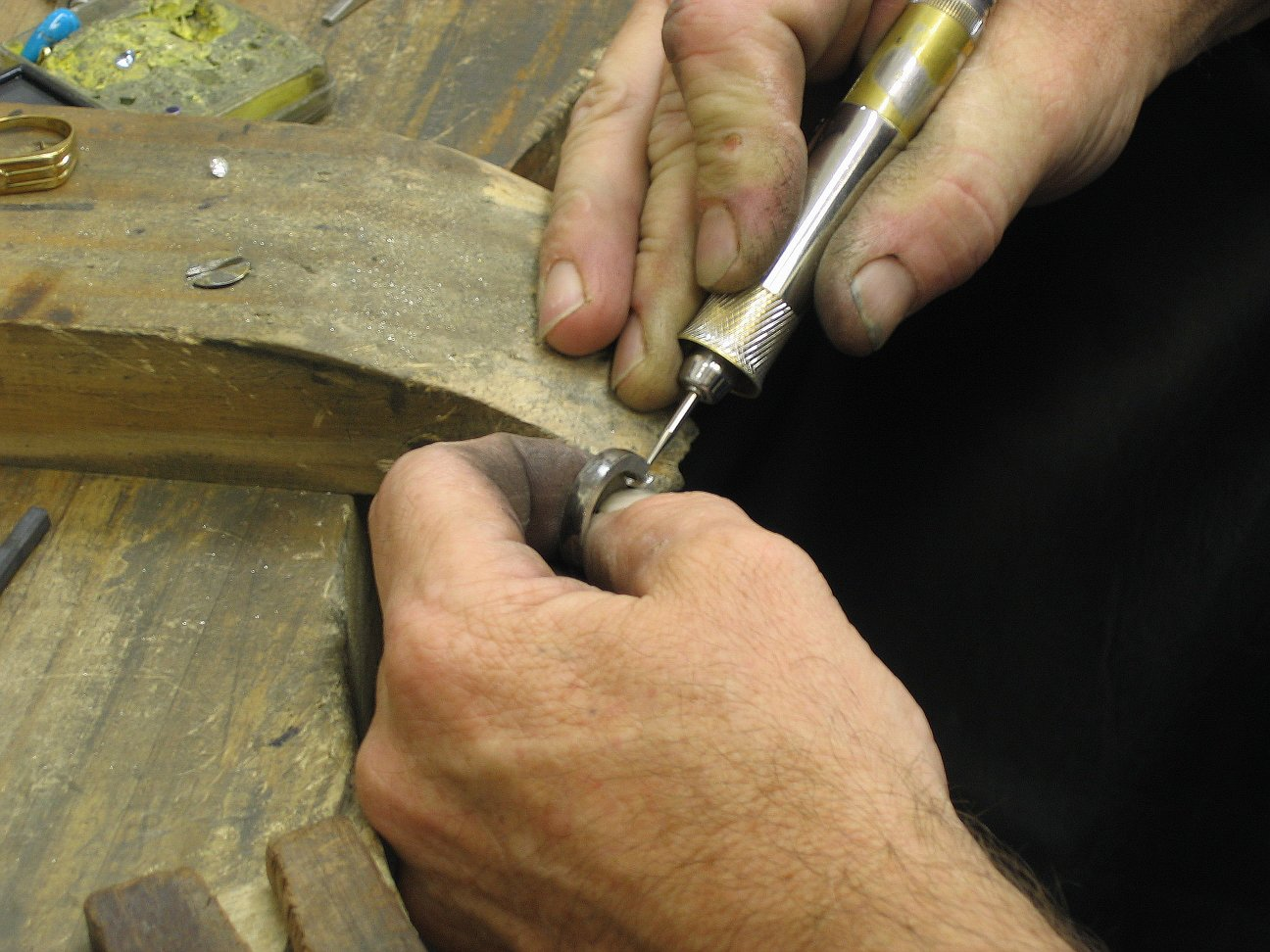
En guldsmed som tillverkar en ring.

Guldsmed är en hantverkare som utför arbeten i bland annat guld, platina, palladium och silver. 

## Arbetsmetoder

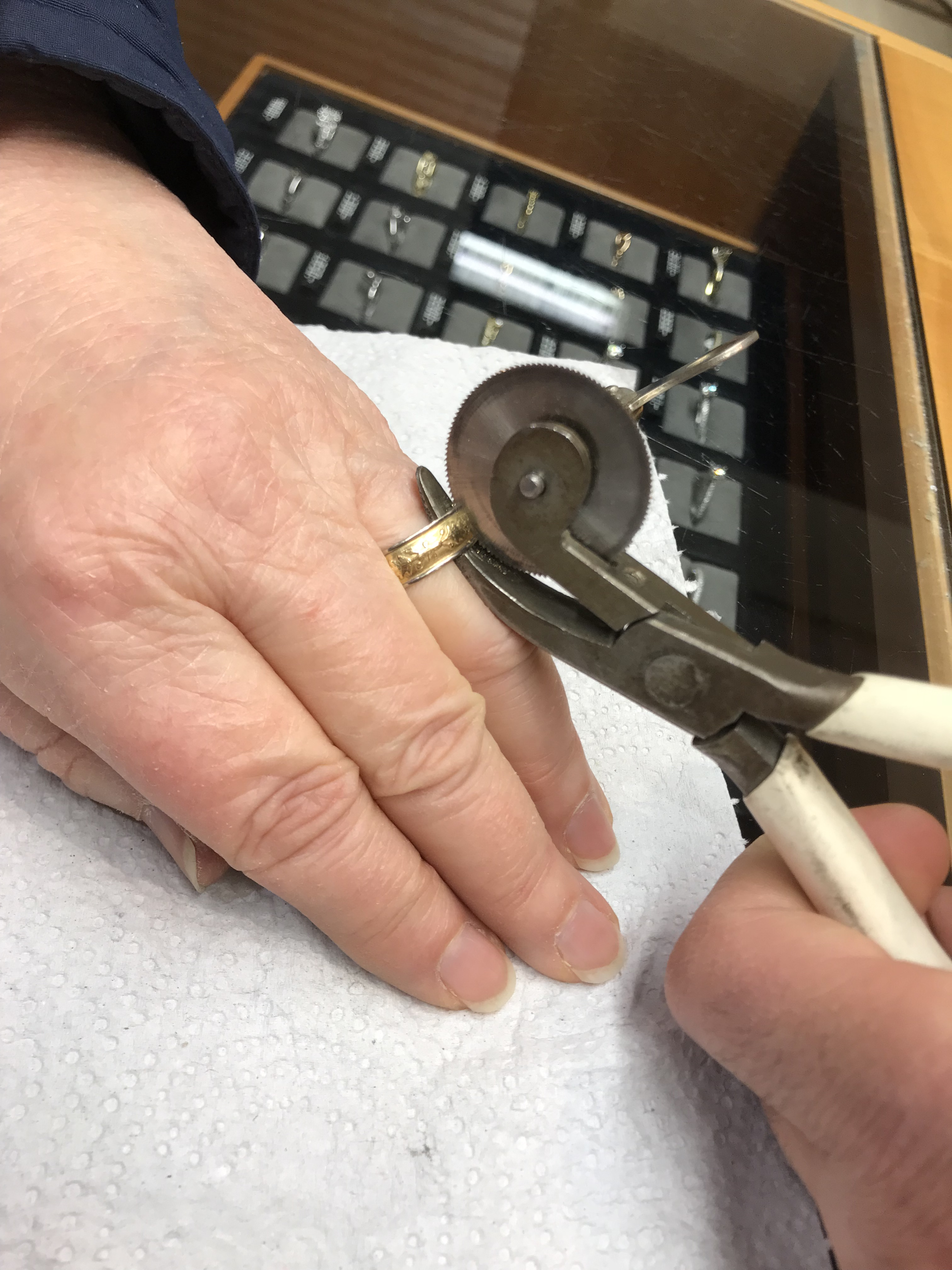
En guldsmed sågar loss en fastsittande ring med en ringsåg, inför förstoring.

En guldsmed använder sig av en mängd olika metoder och verktyg för att forma och behandla metallen, som att borra, fila, löda, såga, smida, och att ytbehandla genom att till exempel vitkoka, slipa och polera. Metallbitar omformas också genom valsning eller tråddragning genom mallar till olika former och diametrar genom att använda dragjärn med olika profiler och även genom att använda hammare eller punsar som till exempel fasongblock, fasongtärning, trä, koppar, mässing, läder, stål, sandsäck, rissäck, eller järn.
Användbar kunskap är insikter i kemi, matematik, gemmologi, ädelstensfattning, emaljering, gjutning, gravering, materialkunskap och design.
Den vanligaste arbetsuppgiften för dagens guldsmed inom detaljhandel med guldsmedsverkstad är reparation av smycken och kedjor i guld och silver, storleksändring av ringar, förstärkning eller utbyte av ädelstensfattningar, fastsättning av tappade ädelstenar eller pärlor, polering och rengöring. Nytillverkning av specialbeställningar från kund eller nytillverkning av egendesignade smycken samt gravyr av smycken och doppresenter. Värdering och probering av smycken och ädelstenar. Detta kan naturligtvis variera då vissa butiker inte utför nyproduktion utan endast utför reparationer eller omarbetning eller tvärtom. En vanlig arbetsuppgift kan också vara nyproduktion av kraftiga halskedjor i guld som väger över 50 gram, vilket dock minskat under hela 2000-talet.
Utgångsmaterialet, främst guld och silver, kan köpas som halvfabrikat i form av plåt 0,3-3 millimeter, samt följande med diameter: rund tråd från 0,3-6 millimeter, halvrund tråd 2-5 millimeter, plans 5-8 millimeter samt rör från 1-40 millimeter. Alla dimensioner finns inte att beställa eller är på lager i verkstaden, vilket innebär att guldsmeden ofta måste bearbeta materialet på olika sätt. Plåt kan valsas genom en vals, maskindriven eller handdriven till tjocklek med en noggrannhet på i vart fall 1/10 millimeter. Tråd kan göras tunnare eller omformas till olika profiler, som till exempel halvrund, oval, kvadratisk och rektangulär genom att tråd drages genom dragjärn. Vid större dimensioner, mer än cirka 2-3 millimeter i diameter, används en dragbänk med någon typ av system med en talja eller elektrisk motor, för att kraften som behövs för att omforma materialet då oftast uppgår till mer än 100 kilos dragkraft.

## Guldsmeder i Sverige
Guldsmedens arbete är idag skilt från silversmedens, genom att guldsmeden bland annat utför mindre detaljarbeten, som charner, (gångjärn), tillverkar stenfattningar, med mera. En guldsmed jobbar främst med att tillverka, laga och omforma smycken. Under skråtiden har dock ingen sådan åtskillnad funnits, något särskilt silversmedsskrå har aldrig funnits utan guldsmeder har sysslat med arbeten i guld och silver och då i första hand silver, i stället har arbeten med avancerade steninfattningar i stället främst utförts av juvelerare.
Yrkestiteln guldsmed är inte längre en skyddad titel sedan skråväsendet upphörde 1846, vilket innebär att det idag inte krävs ett gesällprov för att kalla sig för det. Guldsmedsmästare är dock fortfarande skyddat vilket för med sig att det är belagt med straffansvar att titulera sig detta utan att ha avlagt ett godkänt mästarprov enligt förordning (1995:1256) om mästarbrev för hantverkare, 9§.
Det fanns 2014 cirka 800-900 yrkesverksamma guldsmeder i Sverige, varav en majoritet har egen verksamhet i form av guldsmedsaffär med verkstad eller är anställd i verkstad eller butik med mindre än 5 anställda. Den största arbetsgivaren för guldsmeder i Sverige idag är Schalins Ringar  med totalt 41 anställda 2017. Under 1980-talet, innan utflyttningen av smyckeproduktion till låglöneländer ökade markant, fanns det flera arbetsgivare i Sverige som hade mer än 100 guldsmeder anställda, som till exempel Guldvaru AB G. Dahlgren & Co. i Malmö, produktionsbolag inom Guldsmedsaktiebolaget.

## Utbildning i Sverige

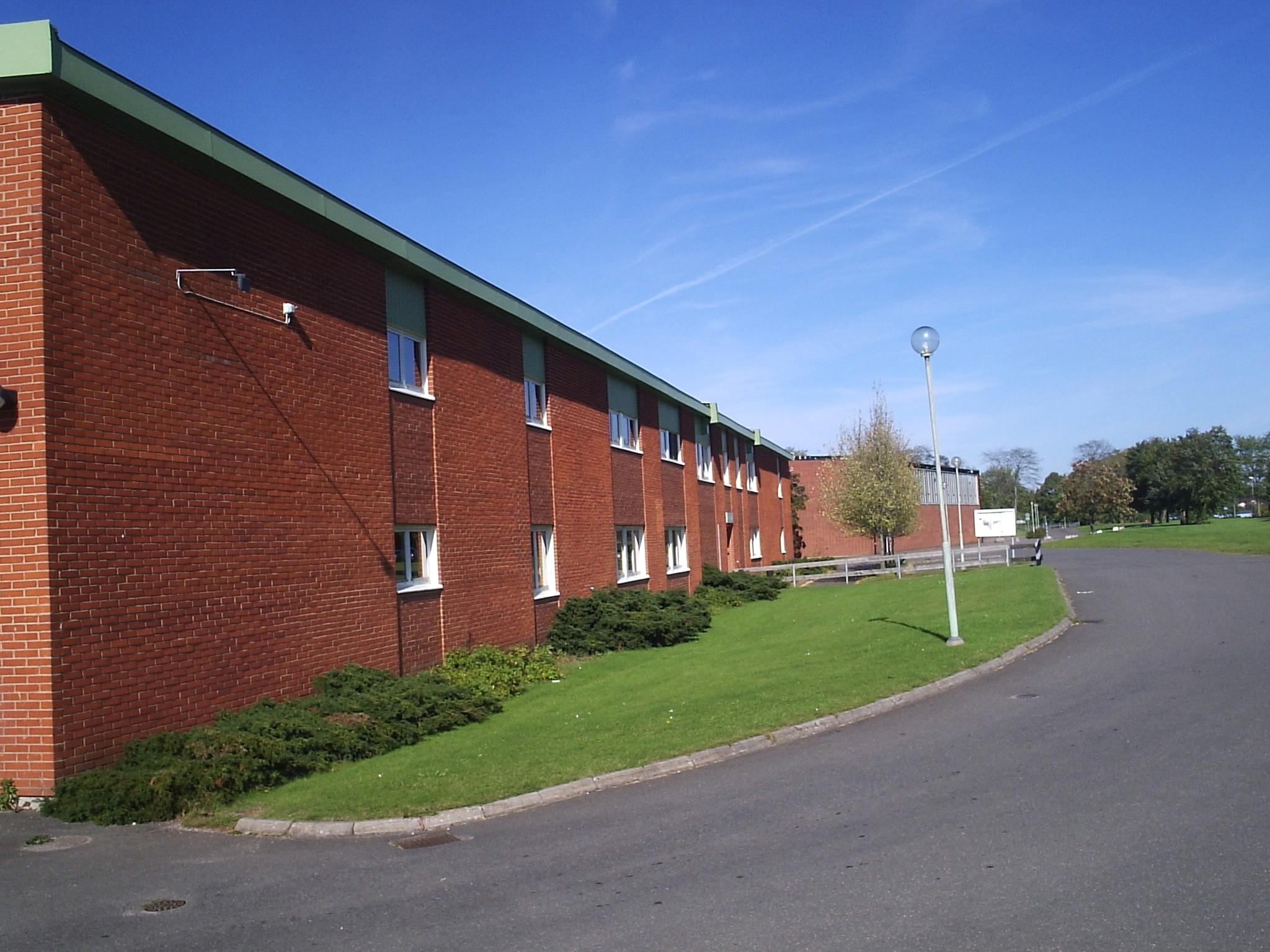
Yrkeshögskolan för guldsmeder i Falköping. Skolan ligger i anslutning till Ållebergsgymnasiet.

Traditionellt överfördes yrkeskunskaper från mästare till lärling, även om många metoder var yrkeshemligheter. Idag finns det även grundläggande gymnasieutbildning samt vidareutbildning genom yrkeshögskoleutbildning i kombination med lärlingsperioder, som kan avslutas med gesällprov i guldsmide. I Sverige är en vanlig väg till yrket genom gymnasieskolans hantverksprogram med inriktning smide, t.ex. Mjölby, inriktning guldsmide och Leksand, inriktning metall.
Vid en internationell jämförelse kan dessa gymnasieutbildningar endast anses vara en yrkesintroducerande utbildning och inte en fullständig utbildning till guldsmed. Hantverksmässigt kan den jämföras med den amerikanska "Bench Jeweler".
Internationellt jämförbar utbildning till guldsmed finns i Falköping.

## Utbildning i andra länder
Danmark
Många yrkesverksamma guldsmeder i Sverige idag har utbildat sig utomlands, där Guldsmedehøjskolen, numera Ædelsmedeuddannelsen på Köpenhamns Tekniske Skole länge har haft den största andelen av de svenska utlandsstudenterna som utbildat sig till guldsmed. Från 1968 till 2003 ansågs det vara en högskoleutbildning av Utbildningsdepartementet, och var en del av det nordiska skolutbytessamarbetet. Efter omklassificering räknas den idag som eftergymnasial utbildning.
Utbildningen är normalt 4-5 år och avslutas med ett gesällprov, men kan både förlängas och förkortas beroende på förkunskaper. Utbildningen startas med en grundutbildning på skola eller verkstad på 10-60 veckor beroende på eventuell tidigare utbildning eller erfarenhet inom yrket. Efter det påbörjas huvudutbildningen på 4 år, som varvas med praktikperioder i verkstad utanför skolan och 5 skolperioder i block om 5-20 veckor, tillsammans 45 veckor. Efter 3-4 veckor in på huvudutbildningen har eleverna sedan början av 1900-talet fått i uppgift att tillverka en medaljong med kontracharner, spetsögla och snäpplås, som i jämförelse är något förenklat, men i övrigt jämförbart med ett av de idag svenska valbara gesällprovsarbetena i guldsmide.
De med avslutad utländsk gymnasieutbildning inom metallhantverk eller viss tidigare erfarenhet från guldsmide eller silversmide och kan förevisa arbetsprover, kan oftast påbörja huvudutbildningen utan ytterligare grundutbildning efter avtal med skolan. Ett generellt krav för att bli antagen till huvudutbildningen är ett praktikavtal med en guldsmedsverkstad i Danmark eller utomlands, till exempel i Sverige. 
Medianåldern för de studerande var under 1990- och 2000-talen runt 22-28 år.
Numera finns det även en kortare utbildning på två år som kallas butiksguldsmed och som är inriktad på enklare reparationer, butiksförsäljning och ekonomi.
Tyskland
I Tyskland är utbildningen till guldsmed vanligen cirka tre och ett halvt år, kombinerat med verkstadsförlagd praktik och skoltid. Utbildningen avslutas med gesällprov.
Det finns även vidareutbildning efter minst fem år som yrkesverksamhet guldsmed, som avslutas med ett mästarprov, vilket prov Tyskland är ensamt om i Norra Europa.
USA
I USA har utbildningen många mellansteg och ett otal specialiseringar.,

## Nutidens guldsmide

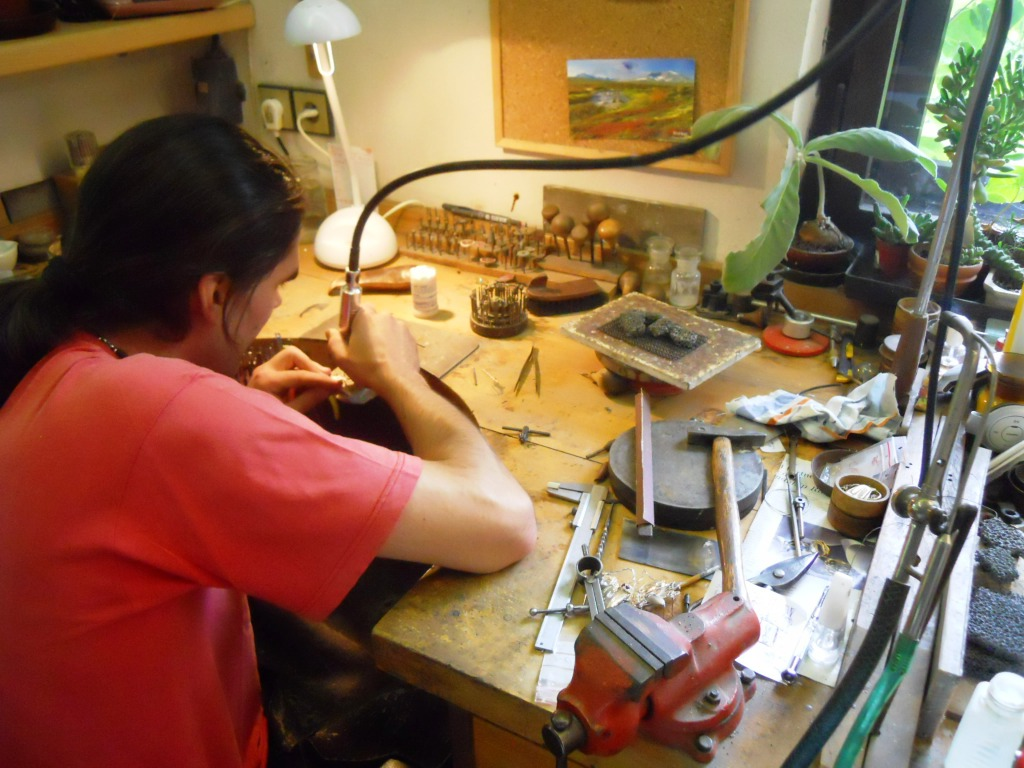
En modern arbetsbänk för en guldsmed, med bland annat en elektrisk borr som hänger över bänken och en svets med reglerbar låga.

Guldsmedsyrket idag skiljer sig i grunden inte nämnvärt från hur det utfördes i äldre tider. Ett flertal verktyg som användes före och under medeltiden är oförändrade och används fortfarande. Hantverket förenklades dock till stor del när elektricitet infördes, då bland annat manuella borrar, polermaskiner med flera byttes mot elektriska. Den största förändringen på senare tid, från början av 1900-talet, var bland annat att ljussättningen förbättrades, elektriska polermaskiner, och från mitten av 1900-talet främst utvecklingen de så kallade "micro-motorerna", vilka är jämförbara med en liten tandläkarborr. Olika typer av svetsning, så som punkt- och lasersvetsning, har från slutet av 1900-talet utvecklats och finns idag i allt fler verkstäder, som ett komplement till gasollödning, acetylen-luftlödning eller acetylen-syrgassvetsning. Dessa har förenklat svåra lödningar, samt möjliggjort vissa lödningar som tidigare inte har gått att utföra, till exempel då värmekänsliga ädelstenar är infattade nära lödningen.
I dagens större guldsmedsverkstäder finns ofta flera specialiserade guldsmeder som håller sig inom ett specifikt arbetsområde, till exempel ädelstensfattare (juvelerare), gjutare, tillverkare av vaxoriginal för gjutning, renoverare, polerare, gravörer eller reparatörer.
I samband med den senare delen av industrialiseringen i Fjärran östern på 1970- och 1980-talen, flyttade en allt större del av världens smyckeproduktion till Asien. Detta har i sin tur lett till att nytillverkning av smycken i västvärlden allt mer har övergått till "special-beställningar" och reparation eller omarbetningar av äldre smycken. Fortfarande finns dock en industriell nyproduktion i Tyskland och Italien.

## Historia
Under skråordningarnas tid fanns inget silversmedämbete, utan guldsmedsmederna utförde såväl guld- som silversmide. Slipning och infattning av stenar utfördes däremot av juvelerare, även vanligen enklare infattningar gjordes av guldsmederna.